# عصية ساحلية
عصية ساحلية (الاسم العلمي: Actibacter) هي جنس من البكتيريا، سلبية الغرام، تتبع فصيلة نظيرات الصيفرية.

## أصنوفات
الأصنوفات الأدنى لهذا الكائن:
- كود سباركل
- تحديث القائمة

نوع:Actibacter haliotis 
اسم علمي: Actibacter haliotis

نوع:Actibacter sediminis 
اسم علمي: Actibacter sediminis